# Bolitoglossa vallecula
La salamandra Magra (Bolitoglossa vallecula) es una especie de salamandras en la familia Plethodontidae. Es endémica de Colombia.
Su hábitat natural son los montanos húmedos tropicales o subtropicales, las praderas tropicales o subtropicales a gran altitud, tierras de pastos y zonas previamente boscosas ahora muy degradadas.

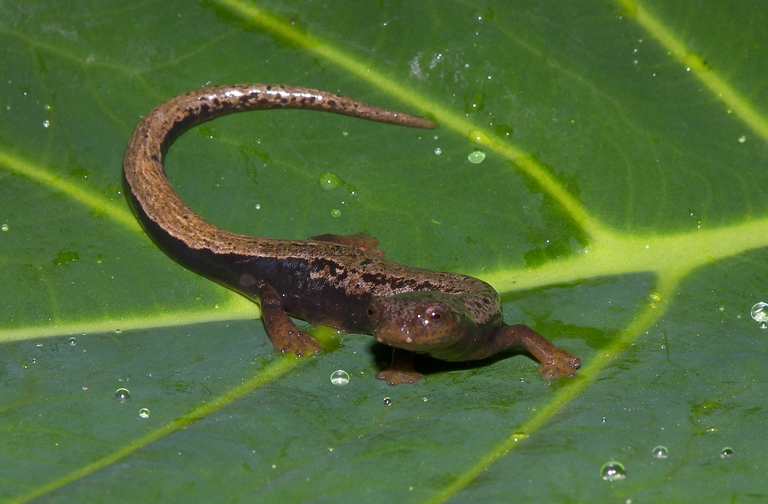
Una salamandra Magra en una hoja húmeda.